# Markus Diekhoff

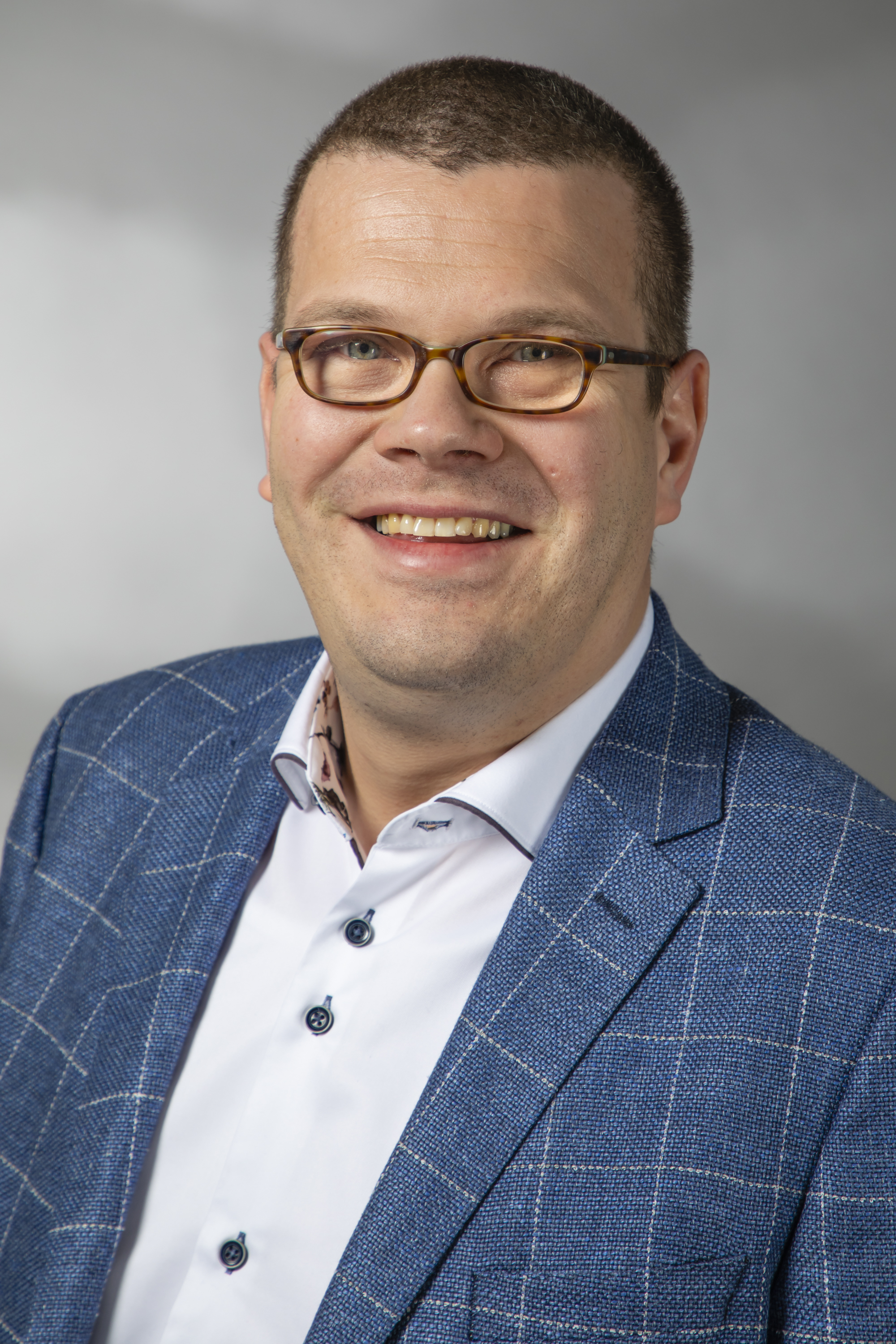
Markus Diekhoff, 2019

Markus Diekhoff (* 19. Mai 1978 in Halle, Westfalen) ist ein deutscher Politiker (FDP). Er war von 2017 bis 2022 Abgeordneter im Landtag Nordrhein-Westfalen.

## Leben
Nach seinem Abitur 1998 studierte der gebürtige Westfale Politikwissenschaften, Öffentliches Recht und Wirtschaftspolitik an der Universität Münster. Das Studium schloss er 2008 mit einem Master (Magister Artium) ab. Anschließend arbeitete er bis 2017 als wissenschaftlicher Referent. Ab 2016 war er selbstständig tätig in der Immobilienwirtschaft. Er lebt in Drensteinfurt.

## Politik
Diekhoff ist 2004 als Student in die FDP eingetreten. Nach seinem Umzug in den Kreis Warendorf wurde er 2009 Mitglied des Kreistags Warendorf und später Fraktionsvorsitzender der FDP-Fraktion. In seinem Wohnort Drensteinfurt übernahm er 2010 den Vorsitz des dortigen FDP-Ortsverbandes, bevor er 2012 auch Vorsitzender der FDP im Kreis Warendorf sowie stellvertretender Vorsitzender des FDP-Bezirks Münsterland wurde. Seit dem Landesparteitag am 5. April 2014 ist er zudem Mitglied im Landesvorstand der FDP Nordrhein-Westfalen.
Bei der Landtagswahl in Nordrhein-Westfalen 2017 zog er über die Landesliste seiner Partei in den Landtag von Nordrhein-Westfalen ein. Im Landtagswahlkreis Warendorf II erhielt er 6,8 % der Erststimmen. Für die Landtagsfraktion der FDP war er Sprecher für Umwelt, Landwirtschaft, Natur und Jagd, sowie Vorsitzender der Enquete-Kommission „Gesundes Essen. Gesunde Umwelt. Gesunde Betriebe.“, Mitglied des Wirtschaftsausschusses des Landtags NRW und stellvertretendes Mitglied der Enquetekommission „Digitale Transformation der Arbeitswelt“ in Nordrhein-Westfalen. Nach der Landtagswahl 2022 schied er aus dem Landtag aus. Diekhoff verantwortet seit dem 1. Januar 2023 die politischen Kontakte der NRW.BANK im nordrhein-westfälischen Landtag in Düsseldorf und bundespolitisch in Berlin.